# Rafael Falcó i Güell
Rafael Falcó Güell (Monistrol de Montserrat, 11 de juny de 1928) és un pintor català. Seguidor del postimpressionisme, els elements personatge de la seva pintura són la llum i l'aigua. Els temes destacats: La Costa Brava, Venècia i els nenúfars.

## Biografia
Falcó Güell neix a la petita localitat catalana de Monistrol de Montserrat. Va rebre els primers estudis de dibuix de la mà de R. Artín i Pere Comas.
1940: Orfe de pare i mare, és acollit pels seus oncles paterns que li procuren un ofici que alterna amb estudis a l'Escola Industrial de Barcelona. Amb unes aquarel·les que li havia comprat el seu pare pinta, sense cap tècnica, els paisatges del seu poble natal.
1950: Realitza el servei militar a Barcelona, a la Mestrança d'Artilleria. Durant la seva estada copia per a uns oficial de la caserna uns quadres, de dimensions considerables, que es troben a les dependències del bloc d'oficines. Aquests quadres estaven firmats per uns artillers ja llicenciats que es deien Vilaflana, Muxalt i Abello. Becat a Madrid, assisteix amb regularitat al Museu Sorolla on s'interessa per la llum i el color d'aquest mestre.
1958: Viatja per Espanya, el nord d'Àfrica, Marroc i Tunísia. Durant el recorregut en treu dibuixos a l'aiguada. La seva lluminositat i els intensos colors del seu ambient influiran decisivament en la seva pintura, factor que més tard se li atribuirà a l'Escola Llevantina.
1960: Ja a Barcelona, rep estudis de pintura impressionista del professor de l'Escola Massan Rafael Benet.
L'any 1960 realitza la primera exposició col·lectiva a les Galeries Mundi Art (Barcelona), oportunitat que repetirà els dos anys vinents. Fins al 1970 ven pintura a la Galeria Augusta, sense aconseguir exposar-hi.
És finalment el 9 de març del 1973 quan realitza la primera exposició individual a la Sala Jaimes de Barcelona, amb els seus temes preferits: nens a la platja i marines de la Costa Brava. Posteriorment s'instal·la a París on pinta quadres per a una exposició dedicada a aquesta Capital. També torna a exposar a Barcelona (Sala Jaimes) en els anys consecutius.
El 1974 viatja a Granada on hi pinta els jardins de l'Alhambra. L'any 1975 s'interessa per la seva pintura el marxant nord-americà Herbert Arnot, que durant uns anys li comprà la seva obra. És en aquesta època que, per encàrrec especial del President de la Diputació de Barcelona, pinta un Sant Jordi pel fons d'art d'aquesta institució. També per al mateix fons d'art se li adquireixen quatre obres amb temes mallorquins. El 1980 torna a Granada per enllestir les obres començades, amb temes dels jardins de l'Alhambra i el Generalife.
El 1983 participa a "Jornades de l'art a Catalunya a debat" (Girona, Novembre 1983). Obra gràfica, noves tècniques: gravat, pastels. N'exposa a Blanes on hi té un estudi. Alterna el seu temps amb l'ensenyança a l'acadèmica Rusc d'Art de Blanes.
El 1987, interessat pels colors i els reflexos sobre l'aigua, viatja a Venècia. D'aquesta manera prepara la que seria la més important i reeixida exposició, amb més de 70 obres de temes venecians, durant els Jocs Olímpics del 1992 a Barcelona. Donat l'èxit, continua els temes venecians amb nou viatges a aquesta ciutat.
En l'actualitat, exposa els estius al poble de Monells (Baix Empordà).
Avui dia, més de 1.500 quadres conformen la seva obra!

## Exposicions

### Col·lectives
- 1958,1959. La casa del llibre.
- 1960,1961,1963,1966. Mundi Art.
- 1968,1969. Augusta.
- 1979,1981. La Pedrera.
- 1983. Art Expo. West.

### Individual
- 1970,1971,1972,1973,1974,1975,1976,1977. Jaimes.
- 1975. Jaime, III Palma.
- 1978. Meifrén.
- 1978. Atenhen.
- 1985,1986,1987,1988,1989,1990. Casa del Poble, Blanes.
- 1986. Sabadell.